# Roberto Soldić
Roberto Soldić (Vitez, Bosnia y Herzegovina; 25 de enero de 1995) es un artista marcial mixto croata que actualmente compite en la categoría de peso wélter de ONE Championship. Antes de cumplir los 26, Soldić ganó 5 títulos en diferentes promociones europeas de MMA, incluyendo los Campeonatos Peso Mediano y Peso Wélter en KSW y Superior FC. Soldić es considerado uno de los mejores prospectos del Sur de Europa.

## Primeros años
Soldić nació en Vitez, Bosnia y Herzegovina. Mientras iba a la escuela, Soldić jugaba fútbol, pero rápidamente entraría a un gimnasio de Judo en Vitez. Soldić pronto se dio cuenta de que prefería las artes marciales y decidió dedicarse al Judo y luego a las MMA. No teniendo las condiciones adecuadas en la ciudad de Vitez, Soldić se vio obligado a entrenar en varios gimnasios de Bosnia y Herzegovina y Croacia. En 2015 Soldić conoció a su actual entrentando y mánager Ivan Dijaković y decidió hacer un drástico cambio en su vida y carrera. Ese mismo año, Soldić se trasladó a Düsseldorf, Alemnaia, y empezó a entrenar en el UFD Gym Düsseldorf que le proporcionó muchas mejores condiciones y un lugar donde pueda dedicarse al deporte. Luego de convertirse en miembro del UFD Gym Düsseldorf su carrera se propulsó en los siguientes dos años y Soldić comenzó a ser considerado como uno de los mejores de prospectos europeos en las MMA.

## Carrera de artes marciales mixtas

### Primeros años
Soldić hizo su debut en MMA el 19 de septiembre de 2014 en Arti Fighting Championship 3 en Ljubuški, Bosnia y Herzegovina en peso ligero contra Ante Alilović. Ganó por TKO en el segundo asalto. Ese mismo año, Soldić obtuvo otra victoria cuando derrotó a Mladen Ponjević por sumisión (guillotine choke) en el primer asalto en Metković, Croacia.

### Cage Warriors
El 14 de octubre de 2017, Soldić hizo su debut en Cage Warriors Fighting Championship en CWFC 87 cuando enfrentó a Lewis Long. Soldić ganó la pelea en sólo 49 segundos del primer asalto por KO.

### KSW
En diciembre de 2017, solo dos meses después de su victoria contra Lewis Long, Roberto Soldić entró a la jaula por quinta vez en el año, debutando en la promoción polaca KSW contra  Borys Mankowski por el Campeonato de Peso Wélter de KSW en KSW 41. Soldić ganó la pelea en el final del tercer asalto, luego de que Manakowski y su equipo decidieran detener la pelea por el daño recibido. Luego de la victoria, Soldić pidió una pelea contra Dricus du Plessis.
Soldić enfrentó a Dricus du Plessis en su primera defensa del Campeonato de Peso Wélter de KSW en KSW 43 el 14 de abril de 2018. En una gran sorpresa, Du Plessis destronó a Soldić por TKO en el segundo asalto, luego de derribar con golpes a Soldić con un gancho de izquierda. Ambos tendría una revancha en KSW 45. Soldić derrotó a Du Plessis por TKO en el tercer asalto, recuperando así su Campeonato de Peso Wélter de KSW.
Roberto subió a peso mediano para enfrentar al ex-Campeón de Peso Mediano, Michał Materla, el 14 de noviembre de 2020 en KSW 56. Soldić ganó la pelea por TKO en el primer asalto.
Soldić defendió su Campeonato de Peso Wélter de KSW contra el retador Patrik Kincl el 4 de septiembre de en KSW 63. Soldić ganó la pelea por TKO en el tercer asalto.
Soldić desafió a Mamed Khalidov por el Campeonato de Peso Mediano de KSW el 18 de diciembre de 2021 en KSW 65. Soldić ganó la pelea y el título por KO en el segundo asalto.

### ONE Championship
El 1 de agosto de 2022, Soldić anunció que había firmado con ONE Championship.
Soldić hizo su debut en la promoción contra el peso wélter invicto, Murad Ramazanov, en ONE on Prime Video 5, el 2 de diciembre de 2022. Durante el  primer asalto de la pelea, Ramazanov conectó un rodillazo a la ingle de Soldić que lo dejó incapaz de continuar, declarando la pelea como sin resultado.
Soldić enfrentó al ex-Campeón Mundial de Peso Wéler de ONE Zebaztian Kadestam el 5 de mayo el 24 de 2023, en ONE Fight Night 10. Perdió la pelea por TKO en el segundo asalto.

## Campeonatos y logros
- Konfrontacja Sztuk Walki
  - Campeonato de Peso Wélter de KSW (Dos veces)
    - Dos defensas titulares exitosas

  - Campeonato de Peso Mediano de KSW (Una vez)
  - Pelea de la Noche (Una vez) vs. Dricus du Plessis (KSW 45)
  - Nocaut de la Noche (Tres veces) vs. Vinicius Bohrer (KSW 46), Krystian Kaszubowski (KSW 49), Mamed Khalidov (KSW 65)

## Récord en artes marciales mixtas
| Récord profesional | Récord profesional | Récord profesional |
| 26 peleas          | 21 victorias       | 4 derrotas         |
| ------------------ | ------------------ | ------------------ |
| Nocaut             | 18                 | 2                  |
| Sumisión           | 1                  | 0                  |
| Decisión           | 2                  | 2                  |
| Sin resultado      | 1                  | 1                  |

| Resultado     | Récord   | Oponente                  | Método                                | Evento                             | Fecha                    | Ronda | Tiempo | Localización          | Notas                                                                                            |
| ------------- | -------- | ------------------------- | ------------------------------------- | ---------------------------------- | ------------------------ | ----- | ------ | --------------------- | ------------------------------------------------------------------------------------------------ |
| Victoria      | 21–4 (1) | Saygid Guseyn Arslanaliev | KO (puñetazo)                         | ONE 171                            | 20 de febrero de 2025    | 1     | 1:55   | Lusail                |                                                                                                  |
| Derrota       | 20–4 (1) | Zebaztian Kadestam        | KO (golpes)                           | ONE Fight Night 10                 | 5 de mayo de 2023        | 2     | 0:45   | Broomfield            |                                                                                                  |
| Sin Resultado | 20–3 (1) | Murad Ramazanov           | Sin Resultado (golpe bajo accidental) | ONE on Prime Video 5               | 2 de diciembre de 2022   | 1     | 3:01   | Pásay, Manila         | Regreso a peso wélter (185 libras). Un golpe bajo accidental dejó a Soldić incapaz de continuar. |
| Victoria      | 20–3     | Mamed Khalidov            | KO (puñetazo)                         | KSW 65                             | 18 de septiembre de 2021 | 2     | 3:40   | Gliwice               | Ganó el Campeonato de Peso Mediano de KSW.                                                       |
| Victoria      | 19–3     | Patrik Kincl              | TKO (golpes)                          | KSW 63                             | 4 de septiembre de 2021  | 3     | 2:55   | Varsovia              | Defendió el Campeonato de Peso Wélter de KSW.                                                    |
| Victoria      | 18–3     | Michał Materla            | TKO (golpes)                          | KSW 56                             | 14 de septiembre de 2020 | 1     | 4:40   | Lodz                  | Debut en peso mediano.                                                                           |
| Victoria      | 17–3     | Michał Pietrzak           | Decisión (unánime)                    | KSW 50                             | 14 de septiembre de 2019 | 3     | 5:00   | Londres               | Pelea no titular. Peso pactado (80 kg).                                                          |
| Victoria      | 16–3     | Krystian Kaszubowski      | KO (puñetazo)                         | KSW 49                             | 18 de mayo de 2019       | 1     | 1:25   | Gdansk                | Defendió el Campeonato de Peso Wélter de KSW.                                                    |
| Victoria      | 15–3     | Vinicius Bohrer           | KO (puñetazo)                         | KSW 46                             | 1 de diciembre de 2018   | 1     | 4:34   | Gliwice               | Pelea no titular. Peso pactado (80 kg).                                                          |
| Victoria      | 14–3     | Dricus du Plessis         | KO (golpes)                           | KSW 45                             | 6 de octubre de 2018     | 3     | 2:33   | Londres               | Ganó el Campeonato de Peso Wélter de KSW.                                                        |
| Derrota       | 13–3     | Dricus du Plessis         | TKO (golpes)                          | KSW 43                             | 14 de abril de 2018      | 2     | 1:38   | Breslavia             | Perdió el Campeonato de Peso Wélter de KSW.                                                      |
| Victoria      | 13–2     | Borys Mańkowski           | TKO (paro de la esquina)              | KSW 41                             | 17 de septiembre de 2017 | 3     | 5:00   | Katowice              | Ganó el Campeonato de Peso Wélter de KSW.                                                        |
| Victoria      | 12–2     | Lewis Long                | KO (patada a la cabeza y golpes)      | Cage Warriors 87                   | 14 de octubre de 2017    | 1     | 0:40   | Newport               |                                                                                                  |
| Victoria      | 11–2     | Dez Parker                | TKO (golpes)                          | Superior FC 18                     | 16 de septiembre de 2017 | 1     | 3:29   | Ludwigshafen am Rhein | Defendió el Campeonato de Peso Wélter de Superior FC.                                            |
| Victoria      | 10–2     | Slobodan Vukić            | KO (puñetazo)                         | Serbian Battle Championship 14     | 8 de julio de 2017       | 1     | 1:04   | Backa Palanka         | Pelea no titular.                                                                                |
| Victoria      | 9–2      | Rafal Lewon               | TKO (golpes)                          | Superior FC 16                     | 11 de marzo de 2017      | 3     | 1:56   | Darmstadt             | Ganó el Campeonato de Peso Wélter de Superior FC.                                                |
| Victoria      | 8–2      | Ivica Trušček             | KO (patada a la cabeza y golpes)      | Final Fight Championship 27        | 17 de diciembre de 2016  | 1     | 1:47   | Zagreb                | Defendió el Campeonato de Peso Wélter de Final Fight Championship.                               |
| Victoria      | 7–2      | Pascal Kloser             | TKO (golpes)                          | SMMAC 4                            | 1 de octubre de 2016     | 1     | 1:34   | Basilea               | Defendió el Campeonato de Peso Wélter de SMMAC.                                                  |
| Derrota       | 6–2      | Yaroslav Amosov           | Decisión (dividida)                   | Tech-Krep FC: Prime Selection 8    | 18 de junio de 2016      | 3     | 5:00   | Krasnodar             | Por Campeonato vacante de Tech-Krep FC de Peso Wélter.                                           |
| Victoria      | 6–1      | Vaso Bakočević            | TKO (golpes)                          | Serbian Battle Championship 8      | 5 de mayo de 2016        | 3     | 1:51   | Sombor                | Peso pactado (80 kg).                                                                            |
| Victoria      | 5–1      | Saša Drobac               | Decisión (unánime)                    | Final Fight Championship 20        | 23 de octubre de 2015    | 3     | 5:00   | Zagreb                |                                                                                                  |
| Derrota       | 4–1      | Marko Radaković           | Deicisión (unánime)                   | Montenegro Fighting Championship 3 | 27 de julio de 2015      | 2     | 5:00   | Budva                 |                                                                                                  |
| Victoria      | 4–0      | Vladimir Prodanović       | TKO (golpes)                          | Serbian Battle Championship 5      | 9 de mayo de 2015        | 2     | 1:30   | Odžaci                |                                                                                                  |
| Victoria      | 3–0      | Savo Lazić                | KO (patada al cuerpo)                 | Arti Fighting Championship 4       | 15 de marzo de 2015      | 1     | 2:05   | Ljubuški              |                                                                                                  |
| Victoria      | 2–0      | Mladen Ponjević           | Sumisión (guillotine choke)           | Thunderman Fight Night 1           | 21 de diciembre de 2014  | 1     | 0:35   | Metković              |                                                                                                  |
| Victoria      | 1–0      | Ante Alilović             | TKO (golpes)                          | Arti Fighting Championship 3       | 19 de octubre de 2014    | 2     | 2:50   | Ljubuški              |                                                                                                  |